# Adoption (film)
Pour les articles homonymes, voir Adoption (homonymie).
Pour plus de détails, voir Fiche technique et Distribution.
Adoption (Örökbefogadás) est un film hongrois réalisé par Márta Mészáros, sorti en 1975. Il a reporté l'Ours d'or à la Berlinale 1975. 

## Synopsis
La rencontre d'une adolescente, Anna, issue d'un foyer pour délinquantes, et de Kata, une ouvrière en menuiserie, qui éprouve le besoin éperdu d'avoir un enfant. Kata finit par s'attacher à la jeune femme et la prend en charge. Anna rencontre bientôt un garçon et pourra, grâce à Kata, l'épouser. De son côté, l'ouvrière réalise son vœu le plus cher : adopter un bébé...

## Fiche technique
- Titre : Adoption
- Titre original : Örökbefogadás
- Réalisation : Márta Mészáros
- Scénario : Ferenc Grunwalsky, Márta Mészáros et Gyula Hernádi
- Musique : György Kovács
- Photographie : Lajos Koltai et Márta Mészáros
- Montage : Éva Kármentõ
- Pays d'origine : Hongrie
- Format : Noir et blanc - Mono
- Genre : Drame
- Durée : 83 minutes
- Date de sortie : 1975

## Distribution
- Katalin Berek : Csontosné, Kata
- Gyöngyvér Vigh : Bálint Anna
- Péter Fried : Sanyi
- László Szabó : Jóska
- István Szõke (hu)

## Distinctions
- Ours d'or à la Berlinale 1975.

## Commentaires
Selon Jean-Pierre Jeancolas, Adoption « est sans doute le plus beau film de Márta Mészaros, le plus abouti sur le plan de l'écriture, le plus riche sur le plan de la psychologie. Somptueusement éclairé en noir et blanc par Lajos Koltai. » (in : Le cinéma hongrois 1963-1988, Éditions du CNRS) Brossant un portrait des deux protagonistes féminins, le critique ajoute : « Anna est belle, lisse, elle a le regard blanc des sphinges symbolistes de Fernand Khnopff, Kata est déjà vieillie par le travail, indépendante mais prématurément usée, voûtée. »